# Croton confertus
Croton confertus là một loài thực vật có hoa trong họ Đại kích. Loài này được Baker mô tả khoa học đầu tiên năm 1895.